# Tolikheden-Karkberget
Tolikheden-Karkberget este o arie protejată (arie specială de conservare — SAC, sit de importanță comunitară — SCI) din Suedia întinsă pe o suprafață de 196,7 ha, integral pe uscat.

## Localizare
Centrul sitului Tolikheden-Karkberget este situat la coordonatele 66°24′45″N 20°57′05″E / 66.4124°N 20.9513°E.

## Înființare
Situl Tolikheden-Karkberget a fost declarat sit de importanță comunitară în ianuarie 1997 pentru a proteja 1 specie de plante și 1 specie de animale. Situl a fost protejat și ca arie specială de conservare în martie 2011.

## Biodiversitate
Situată în ecoregiunea boreală, aria protejată conține 6 habitate naturale: Mlaștini turboase de tranziție și turbării mișcătoare, Turbării Aapa, Taiga vestică, Cursuri de apă de la nivel de câmpie la nivel montan, cu vegetație Ranunculion fluitantis și Callitricho-Batrachion, Mlaștini alcaline, Mlaștini împădurite.
La baza desemnării sitului se află mai multe specii protejate:
- plante (1): Ranunculus lapponicus
- mamifere (1): râs eurasiatic (Lynx lynx)